# Sailly-Saillisel
Sailly-Saillisel és un municipi francès situat al departament del Somme i a la regió dels Alts de França. L'any 2007 tenia 446 habitants.

## Demografia

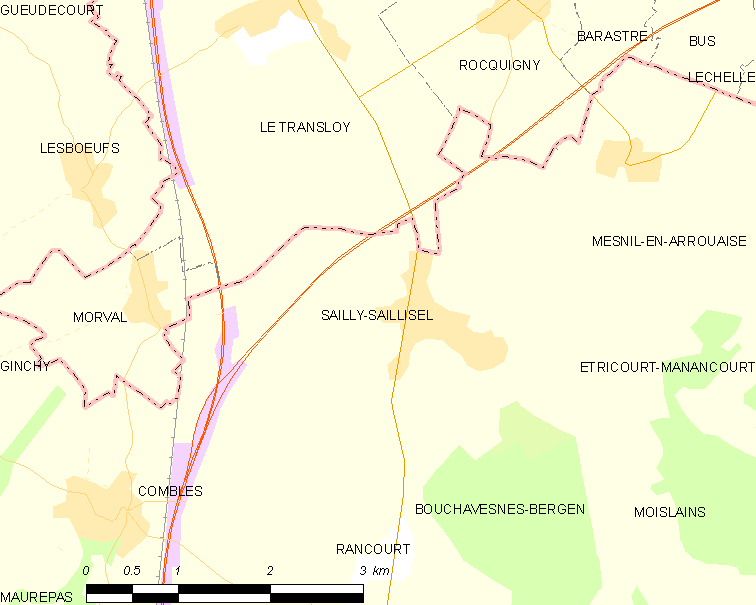
mapa del municipi

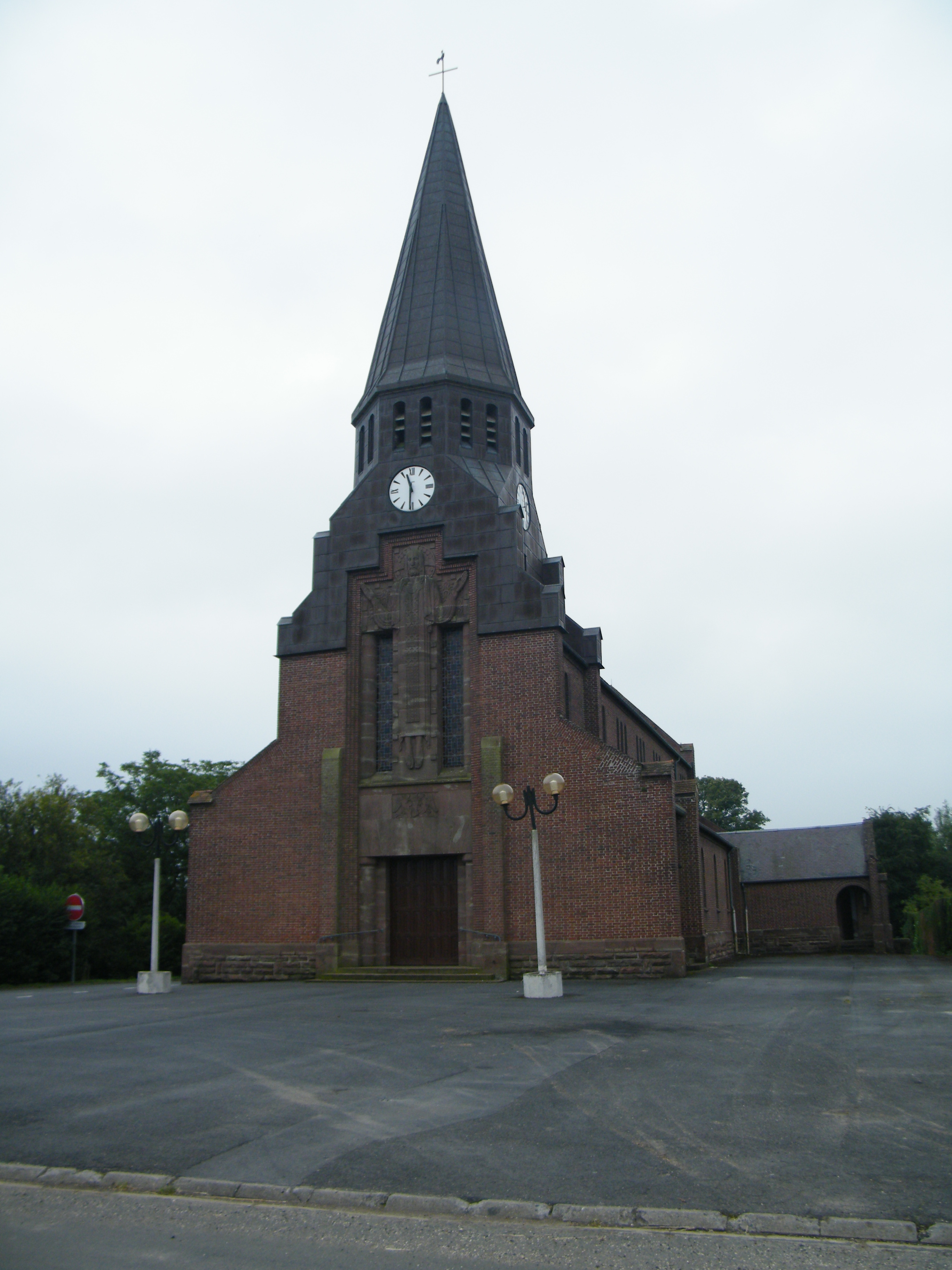
Església

### Població
El 2007 la població de fet de Sailly-Saillisel era de 446 persones. Hi havia 179 famílies de les quals 52 eren unipersonals (32 homes vivint sols i 20 dones vivint soles), 59 parelles sense fills, 48 parelles amb fills i 20 famílies monoparentals amb fills.
La població ha evolucionat segons el següent gràfic:
Habitants censats

### Habitatges
El 2007 hi havia 202 habitatges, 179 eren l'habitatge principal de la família, 6 eren segones residències i 17 estaven desocupats. 179 eren cases i 23 eren apartaments. Dels 179 habitatges principals, 124 estaven ocupats pels seus propietaris, 52 estaven llogats i ocupats pels llogaters i 3 estaven cedits a títol gratuït; 7 tenien dues cambres, 32 en tenien tres, 59 en tenien quatre i 81 en tenien cinc o més. 137 habitatges disposaven pel capbaix d'una plaça de pàrquing. A 94 habitatges hi havia un automòbil i a 60 n'hi havia dos o més.

### Piràmide de població

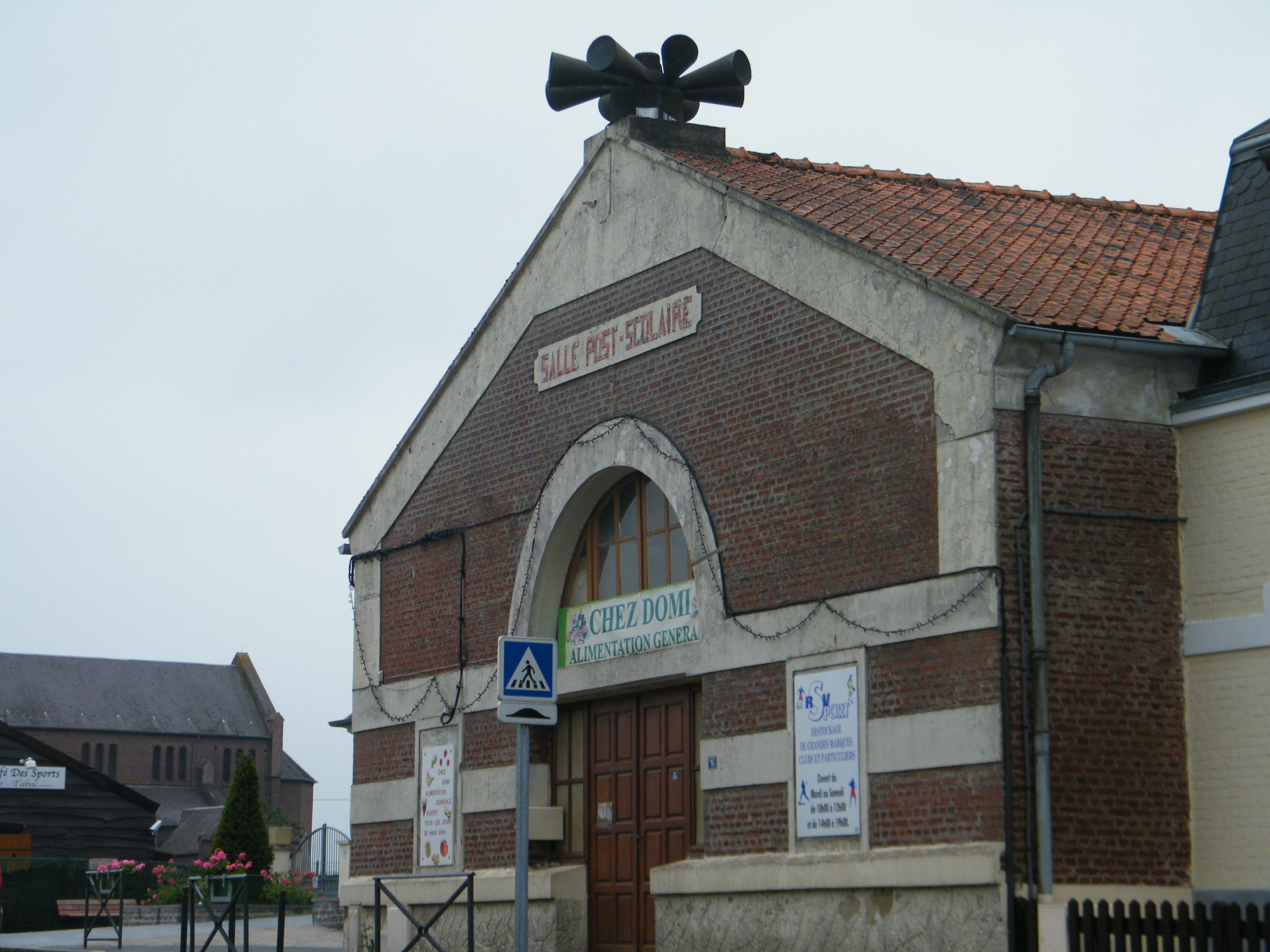

La piràmide de població per edats i sexe el 2009 era:
| Homes | Edats   | Dones |
| ----- | ------- | ----- |
| 0     | 95 o +  | 0     |
| 0     | 90 a 94 | 4     |
| 8     | 85 a 89 | 8     |
| 4     | 80 a 84 | 4     |
| 12    | 75 a 79 | 16    |
| 4     | 70 a 74 | 12    |
| 8     | 65 a 69 | 4     |
| 12    | 60 a 64 | 8     |
| 4     | 55 a 59 | 8     |
| 20    | 50 a 54 | 8     |
| 24    | 45 a 49 | 20    |
| 4     | 40 a 44 | 24    |
| 20    | 35 a 39 | 8     |
| 16    | 30 a 34 | 12    |
| 8     | 25 a 29 | 12    |
| 12    | 20 a 24 | 8     |
| 20    | 15 a 19 | 16    |
| 8     | 10 a 14 | 16    |
| 4     | 5 a 9   | 24    |
| 4     | 0 a 4   | 20    |

## Economia

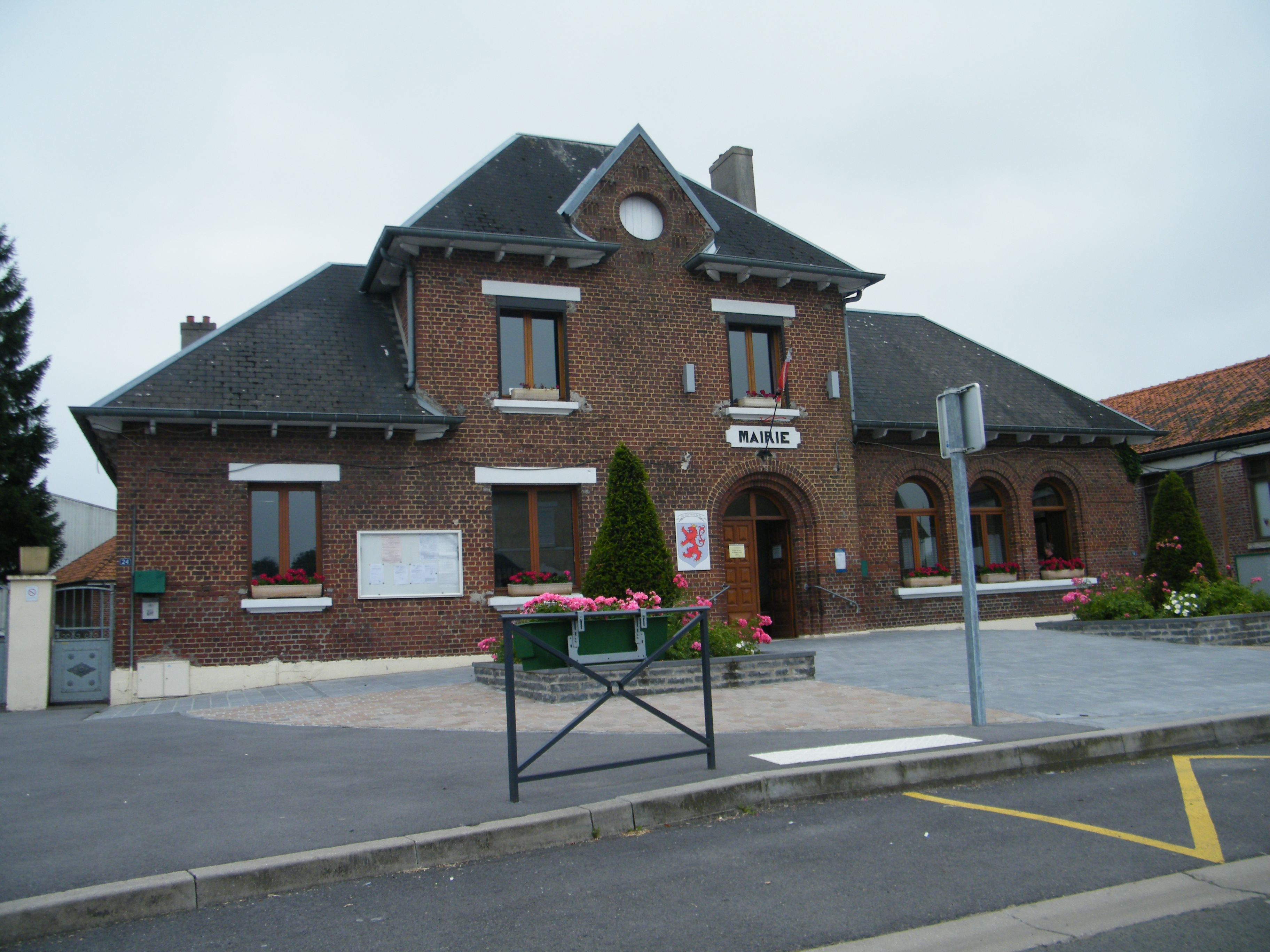

El 2007 la població en edat de treballar era de 275 persones, 197 eren actives i 78 eren inactives. De les 197 persones actives 164 estaven ocupades (98 homes i 66 dones) i 33 estaven aturades (18 homes i 15 dones). De les 78 persones inactives 27 estaven jubilades, 21 estaven estudiant i 30 estaven classificades com a «altres inactius».

### Ingressos
El 2009 a Sailly-Saillisel hi havia 180 unitats fiscals que integraven 445,5 persones, la mediana anual d'ingressos fiscals per persona era de 14.111 €.

### Activitats econòmiques
Dels 17 establiments que hi havia el 2007, 1 era d'una empresa de fabricació de material elèctric, 1 d'una empresa de fabricació d'altres productes industrials, 3 d'empreses de construcció, 6 d'empreses de comerç i reparació d'automòbils, 2 d'empreses d'hostatgeria i restauració, 1 d'una empresa immobiliària, 1 d'una empresa de serveis i 2 d'entitats de l'administració pública.
Dels 3 establiments de servei als particulars que hi havia el 2009, 1 era un paleta, 1 fusteria i 1 restaurant.
L'únic establiment comercial que hi havia el 2009 era una botiga de material esportiu.
L'any 2000 a Sailly-Saillisel hi havia 12 explotacions agrícoles que ocupaven un total de 658 hectàrees.

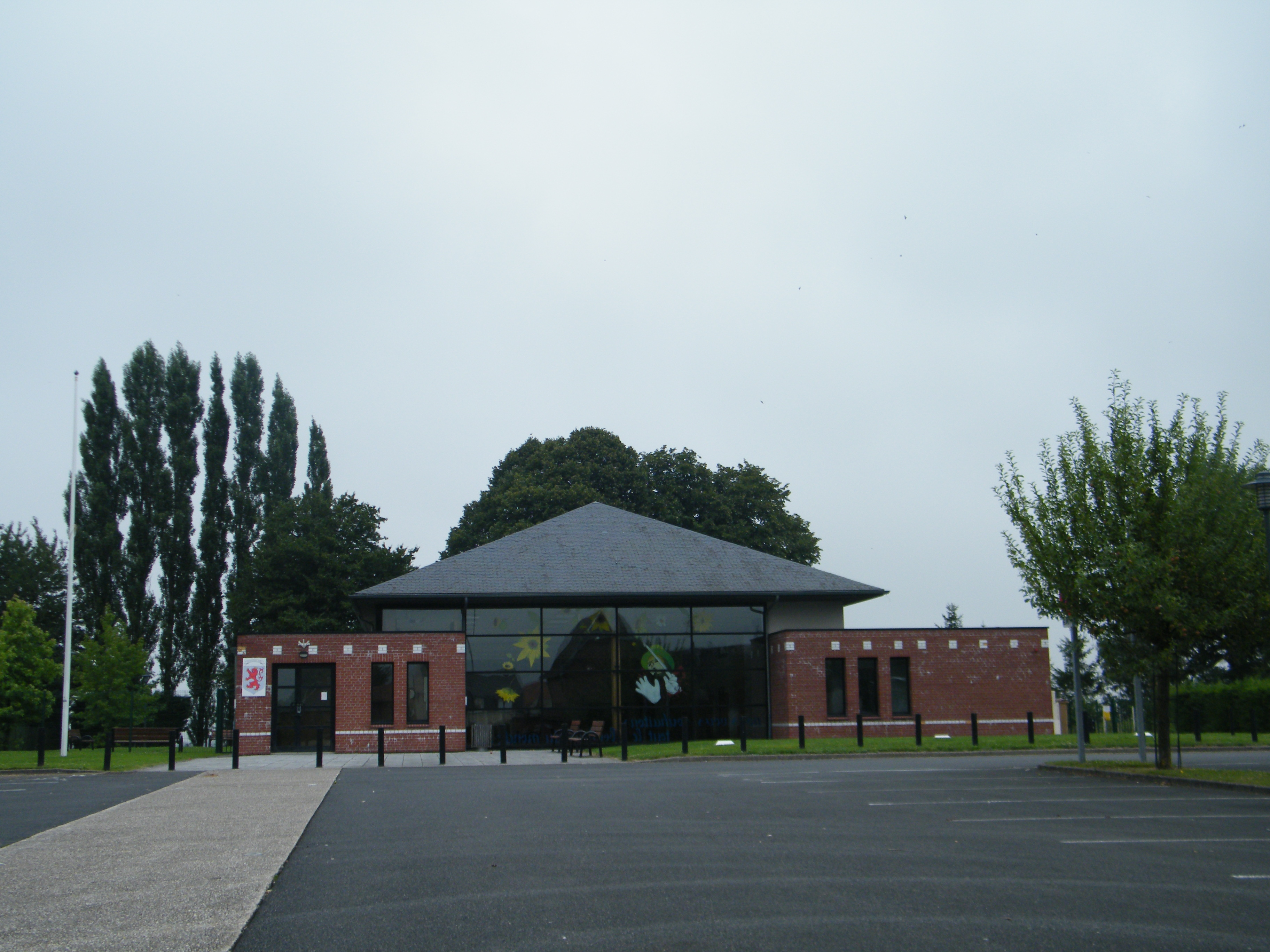

## Equipaments sanitaris i escolars
El 2009 hi havia una escola elemental integrada dins d'un grup escolar amb les comunes properes formant una escola dispersa.

## Poblacions més properes

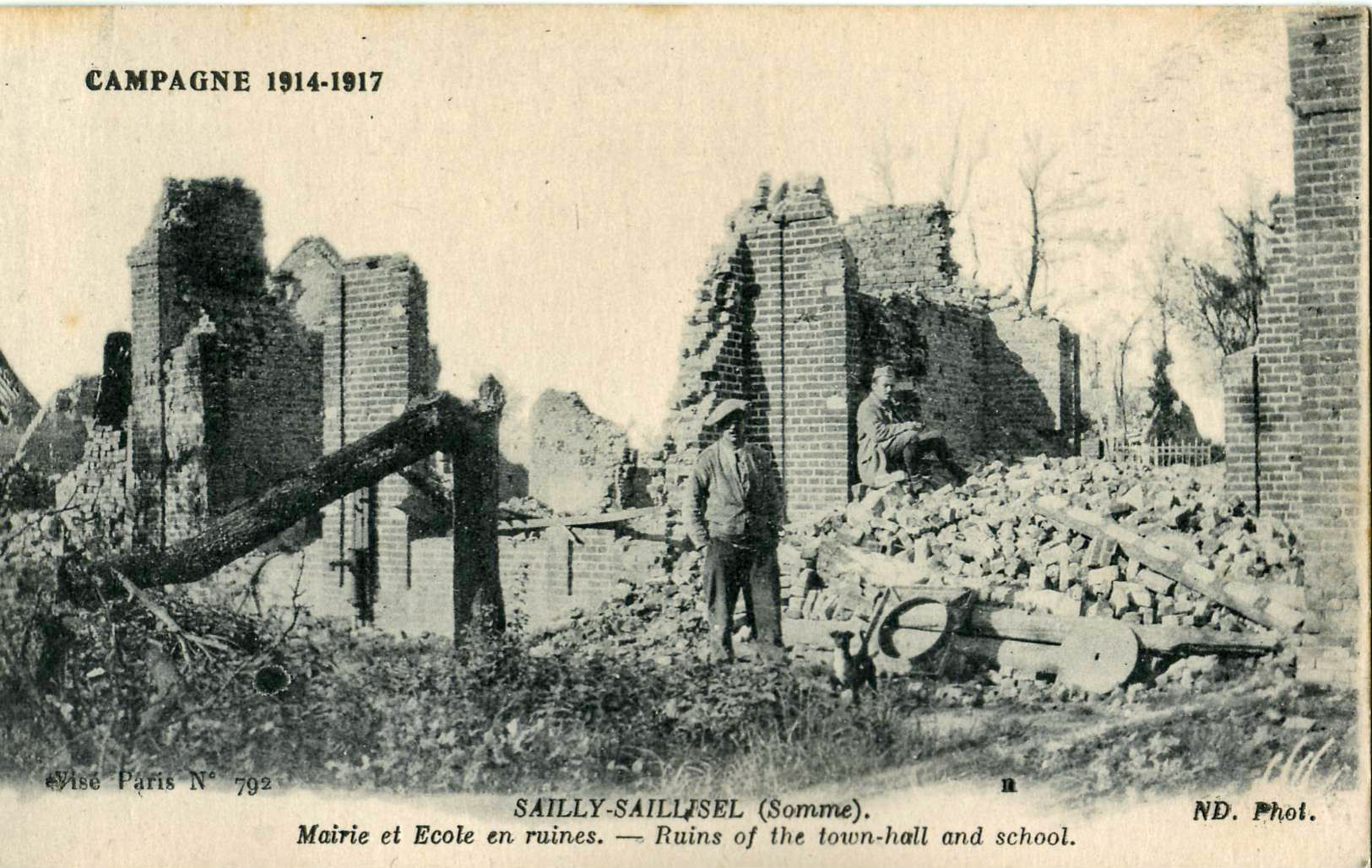

El següent diagrama mostra les poblacions més properes.